# Chu Phượng Liên
 Chu Phượng Liên (tiếng Trung: 朱凤莲; bính âm: Zhū Fènglián; sinh 1977) là một chính khách, nhà ngoại giao người Trung Quốc, đảng viên Đảng Cộng sản Trung Quốc, hiện là Phát ngôn viên của Văn phòng Sự vụ Đài Loan và Phó Cục trưởng Cục Thông tin Văn phòng Sự vụ Đài Loan.

## Tiểu sử
Chu sinh ra ở Mai Châu, tỉnh Quảng Đông năm 1977, trong một gia đình nghèo người dân tộc Khách Gia. Cha bà là công nhân xây dựng còn mẹ bà là người bán hang rong nhỏ.
Bà tốt nghiệp Cử nhân Ngoại ngữ tại Đại học Bắc Hàng năm 1996 và sau đó tốt nghiệp Thạc sĩ Ngoại ngữ tại cùng trường vào năm 2000. Chu tốt nghiệp Thạc sĩ Hành chính công tại Đại học Thanh Hoa.
Vào tháng 7 năm 2003, bà gia nhập Văn phòng Các vấn đề Đài Loan của Hội đồng Nhà nước. Từ tháng 9 năm 2010 đến tháng 1 năm 2019, bà giữ chức phó giám đốc kiêm giám đốc Văn phòng các vấn đề Hồng Kông, Ma Cao và Đài Loan của Văn phòng các vấn đề Đài Loan. Vào tháng 8 năm 2019, bà được bổ nhiệm làm phó giám đốc phòng thông tin của Văn phòng các vấn đề Đài Loan và sau đó vào tháng 11 năm 2019, bà cũng được bổ nhiệm làm người phát ngôn.